# Whitehall (Michigan)
Whitehall város USA Michigan államában, Muskegon megyében. Lakosainak száma 2909 fő (2020. április 1.).

## Népesség
A település népességének változása:

| 2010 | 2 706 |
| 2020 | 2 909 |